# 15386 Nicolini
15386 Nicolini este un asteroid din centura principală de asteroizi.

## Descriere
15386 Nicolini este un asteroid din centura principală de asteroizi. A fost descoperit pe 25 septembrie 1997 la Dossobuono la Observatorul Madonna di Dossobuono. Asteroidul prezintă o orbită caracterizată de o semiaxă mare de 2,37 ua, o excentricitate de 0,13 și o înclinație de 6,0° în raport cu ecliptica.